# О’Нилл, Алешандре
Алеша́ндре Мануэ́л Ваи́я де Ка́штру О’Нилл де Бульо́йнш (порт. Alexandre Manuel Vahia de Castro O'Neill de Bulhões, также Алеша́ндре О’Не́йл или точнее Алеша́ндре О’Нилл; 19 декабря 1924, Лиссабон — 21 августа 1986, Лиссабон) — португальский поэт-сюрреалист и прозаик ирландского происхождения, сценарист, один из важнейших представителей модернизма в португальской литературе середины XX века. Гранд-офицер ордена Сантьяго (GOSE, 1990).

## Передача имени
В первой публикации переводов сочинений поэта на русском языке (1974), а также в серии «Библиотека всемирной литературы» (том 152, 1977) имя автора значилось как Алешандре О’Нейл. При передаче фамилии с английского языка возникает вариант Алешандре О’Нилл.

## Жизнь и творчество
В краткой справке об авторе Е. А. Ряузова писала следующее: «Алешандре О’Нейл родился в 1924 году. Учился в мореходном училище, был торговым служащим, библиотекарем. Входил в первую сюрреалистскую группу португальских поэтов (1947 год). Однако, разделяя эстетическую программу сюрреализма, Алешандре О’Нейл близок и к старейшей национальной традиции — лирическому сарказму; в его эмоционально насыщенной поэзии родство с отечественной поэтической школой ощущается сильней, чем связь с канонами сюрреализма». В 1951 году вышел первый сборник стихов «Время призраков» (Tempo de fantasmas); второй, «В Датском королевстве» (No Reino de Dinamarca), расцениваемый наиболее успешным, был опубликован в 1958 году.
То, что Елена Ряузова характеризовала как «лирический сарказм», Жорже де Сена воспринимал как «скабрезный юмор».

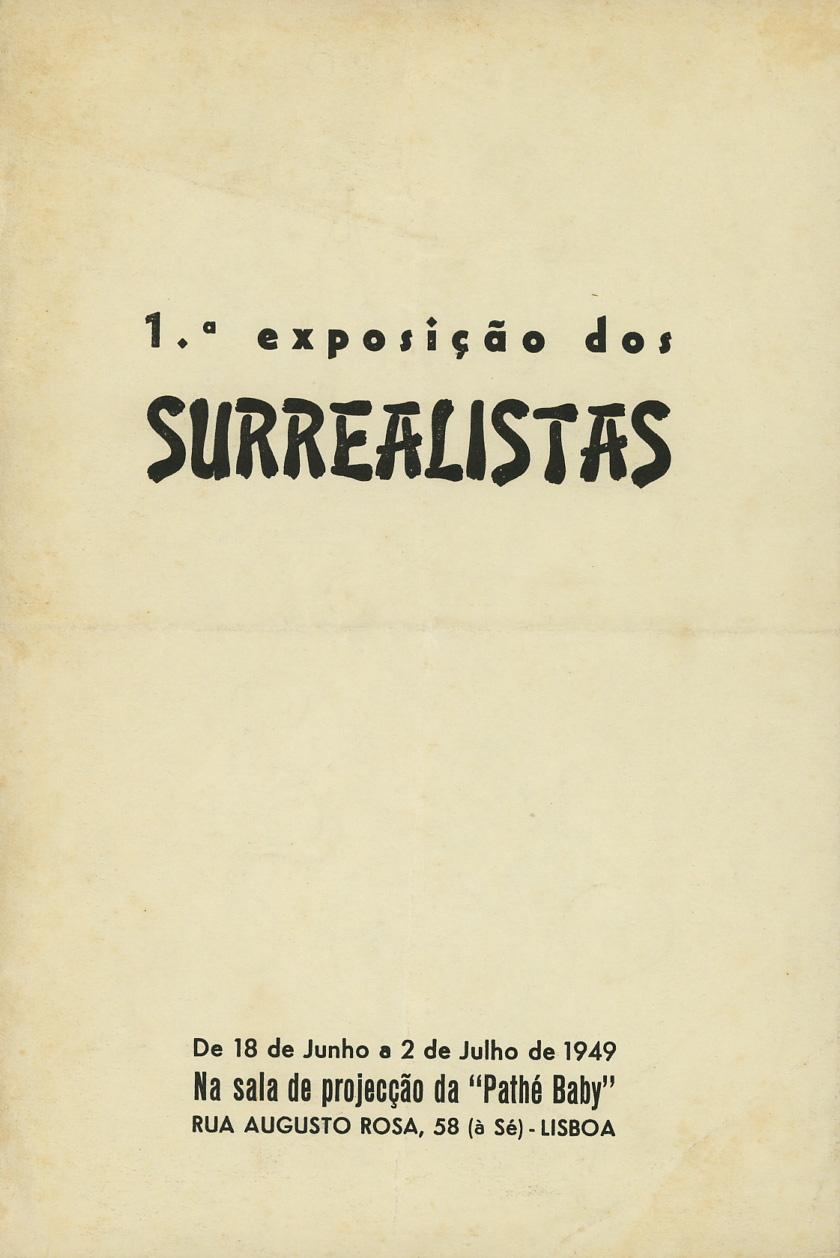
Каталог 1-й выставки португальских сюрреалистов, 1949

Сюрреализм в Португалии проявил себя с опозданием и был коротким. Первый португальский сюрреалист, художник и поэт Антониу Педру (António Pedro, 1909—1966), был связан с английской Группой сюрреалистов. Первая нестабильная Лиссабонская сюрреалистическая группа (Grupo Surrealista de Lisboa) была активна на протяжении эфемерного периода двух — трёх лет с 1947 по 1950 год. Вторая группа противостояла первой в 1949—1951 годах. По другим данным движение было активно в период 1947—1952 годов. Алешандре О’Нилл, Антониу Педру, Мариу Сезарини и Жозе-Аугушту Франса (José-Augusto França) стали основателями первой группы португальских сюрреалистов, на которых напрямую воздействовал Андре Бретон. Ранее, с 1944 года, сюрреалисты выступали вместе с неореалистами против режима Нового государства, затем произошёл разрыв, и Группа стала отвергать эстетику неореализма. Первая работа О’Нилла A Ampola Miraculosa представляла собой 15 коллажей: вырезанных из старых журналов изображений с описаниями. Тексты не имели никакой связи с изображениями. Концепция определялась общим термином «графическая поэма» (poema gráfico).
В 1951 году в предисловии к сборнику «Время призраков» О’Нилл заявил читателям об отходе от эстетики течения и отважился написать слова, расцененные оскорбительными для участников течения: «Самое сюрреалистическое в португальском сюрреалистическом движении — это то, что в конце концов никакого сюрреализма никогда не существовало». Поэт отверг так называемый «психический автоматизм», провозглашённый Бретоном в его первом манифесте, что повлекло за собой и отрицание автоматического письма, полагая, что художник никогда не может стать полностью отключённым от окружающей среды. Достигнув своего апогея в творчестве Алешандре О’Нилла, сюрреализм превратился в собственную противоположность, когда уже в сборниках Эжиту Гонсалвеша (Egito Gonçalves) 1952, 1957 и особенно 1958 года он был поставлен с ног на голову. 
Несмотря на то, что О’Нилл отмежевался от ортодоксальных сюрреалистов, связь с эстетикой течения проявлялась на протяжении всего его творческого пути. Его поэзия и проза стали амальгамой разрозненных достижений португальской литературы начиная с прозы от Камоэнса до Гарсана и от аббата Жазенте (Abade de Jazente), Толентину и Бокаже до Пеньи (João Penha) и Жункейру. 
В 1983 году за публикацию Poesias Completas удостоен Премии Критики Португальского центра Международной ассоциации литературных критиков.

## Работа в кинематографе
Был занят в поздней озвучке документального фильма Луиса Бунюэля «Земля без хлеба» (1933). В документальных, кино и телефильмах звучали песни на стихи поэта. В некоторых из них был занят в качестве исполнителя ролей, в других выступал как автор сценария. Одним из наиболее известных стихотворений О’Нилла для кинематографа стал текст песни Gaivota («Чайка») в исполнении Амалии Родригеш в кинофильме Fado Corrido (1964). Кроме того королева фаду исполняла другие песни на стихи поэта, например Formiga Bossa Nova (Assim devera eu ser).

## Основные публикации
Прижизненные издания
- 1948 — A Ampola Miraculosa (colagens) / in «Cadernos Surrealistas».
- 1951 — Tempo de Fantasmas / in «Cadernos de Poesia» № 11.
- 1958 — No Reino da Dinamarca. Lisboa, Guimarães.
- 1960 — Abandono Vigiado. Lisboa, Guimarães.
- 1962 — Poemas com Endereço. Lisboa, Moraes.
- 1965 — Feira Cabisbaixa. Lisboa, Ulisseia.
- 1969 — De Ombro na Ombreira. Lisboa, Dom Quixote.
- 1980 — Uma Coisa em Forma de Assim.
- 1972 — Entre a Cortina e a Vidraça, Lisboa, Estúdios Cor.
- 1979 — A Saca de Orelhas, Lisboa, Sá da Costa.
- 1982 — Poesias Completas (1951/1981).
- 1986 — O princípio de utopia, O princípio de realidade seguidos de Ana Brites, Balada tão ao gosto popular portugues & vários outros poemas. Lisboa, Moraes, 29 p.

В 1978 году в Милане в издательстве Guanda Антонио Табукки выпустил поэтическую антологию Алешандре О’Нилла Made in Portugal.
Посмертные издания
- Poesias completas : 1951-1986 :  [порт.]. — 3.ª ed. rev. e aum. — Lisboa : Imprensa Nacional-Casa da Moeda, 1995. — 574, 18 p. — (Biblioteca de autores portugueses). — ISBN 9789722707626.
- Uma Coisa em Forma de Assim :  [порт.]. — Lisboa : Assírio & Alvim, 2004. — 352 p. — ISBN 978-972-37-0754-0. посмертная публикация всей прозы.
- Anos 70 :  [порт.]. — Lisboa : Assírio & Alvim, 2005. — 144 p. — ISBN 978-972-37-1012-0. посмертная публикация ранее не издававшихся произведений.
- Já Cá Não Está Quem Falou :  [порт.]. — Lisboa : Assírio & Alvim, 2008. — 256 p. — ISBN 978-972-37-1229-2. посмертная публикация ранее неизданной прозы.
- Poesias Completas & Dispersos :  [порт.] / posfaciada por Maria Antónia Oliveira e revista por Luis Manuel Gaspar. — Lisboa : Assírio & Alvim, 2018. — 744 p. — ISBN 978-972-37-1947-5. посмертная публикация всей поэзии.

## Составитель
- 1959 — Gomes Leal. Antologia Poética. Lisboa (совместно с Cunha Leão)[20]
- 1962 — Teixeira de Pascoaes. Antologia Poética (совместно с Cunha Leão)[21]

## Переводы на русский язык
- Португальская поэзия XX века / Сост., предисловие и справки об авторах Е. Голубевой. — М.: Художественная литература, 1974. — 256 с. — 25 000 экз.
- Алешандре О’Нейл. Грязное время / пер. с порт. М. Самаева // Западноевропейская поэзия XX века : в 200 т. / Вступ. ст. Роберта Рождественского, сост. раздела «Португалия» и прим. Е. А. Ряузовой. — М. : Художественная литература, 1977. — Т. 152. — С. 477—478. — 847 с. — (Библиотека всемирной литературы). — 303 000 экз.